# Санкт-Виллибальд
Санкт-Виллибальд (нем. Sankt Willibald) — коммуна (нем. Gemeinde) в Австрии, в федеральной земле Верхняя Австрия. 
Входит в состав округа Шердинг.  Население составляет 1132 человека (на 31 декабря 2005 года). Занимает площадь 15 км². Официальный код  —  41421.

## Политическая ситуация
Бургомистр коммуны — Йозеф Йобст (АНП) по результатам выборов 2003 года.
Совет представителей коммуны (нем. Gemeinderat) состоит из 19 мест.
- АНП занимает 10 мест.
- СДПА занимает 6 мест.
- АПС занимает 3 места.